# セーディコ
セーディコ（伊: Sedico）は、イタリア共和国ヴェネト州ベッルーノ県にある、人口約10,000人の基礎自治体（コムーネ）。

## 地理

### 位置・広がり

#### 隣接コムーネ
隣接するコムーネは以下の通り。
- ベッルーノ
- ボルゴ・ヴァルベッルーナ
- ゴザルド
- ラ・ヴァッレ・アゴルディーナ
- リマーナ
- ロンガローネ
- リヴァモンテ・アゴルディーノ
- サンタ・ジュスティーナ
- ソスピローロ

### 気候分類・地震分類
気候分類では、zona F, 3085 GGに分類される。
また、イタリアの地震リスク階級 (it) では、zona 2 (sismicità media) に分類される。

## 行政

### 分離集落
セーディコには、以下の分離集落（フラツィオーネ）がある。
- Barp, Bolago, Boscon, Bribano, Carmegn, Casoni, Cugnach, Gresal, Landris, Libano, Longano, Maieran, Mas, Meli, Noal, Pasa, Peron, Poian, Prapavei, Roe Alte, Roe Basse, Roncada, Seghe di Villa, Sommaval, la Stanga, Triva, Vignole, Villa, Villiago